# Federico García Lorca
Federico García Lorca, španski pesnik in dramatik, slikar, pianist in skladatelj; * 5. junij 1898, Fuente Vaqueros, Granada, Španija, † 19. avgust 1936, Viznar blizu Granade.
Bil je simboličen član generacije 27. Ob začetku španske državljanske vojne je bil ubit, ko je bil star 38 let.

## Življenjepis
García Lorca se je rodil v manjši, vendar premožni družini v majhni vasi Fuente Vaqueros v Granadi. Bil je nadarjen otrok, čeprav se v šoli ni posebno odlikoval. Leta 1909 so se z družino preselili v Granado v Andaluziji, kjer se je sčasoma vključil v lokalne umetniške kroge. Njegova prva zbirka proznih del, Impresiones y paisajes, je bila izdana leta 1918.
Leta 1919 se je preselil v Madrid in sicer v Residencia de estudiantes, kjer je imel zaradi poznanstev v Umetniškem društvu Granade dober ugled. Na filozofski šoli madridske Univerze (danes Universidad Complutense de Madrid) se je med drugim spoprijateljil tudi z Luisom Buñuelom in Salvadorjem Dalíjem. Tukaj je spoznal tudi Georgia Martineza Sierro, direktorja madridskega gledališča Teatro Eslava. Na njegovo pobudo je García Lorca med letoma 1919 in 1920 napisal svojo prvo igro z naslovom El maleficio de la mariposa. Igra v verzih, ki prikazuje nemogočo ljubezen med ščurkom in metuljem, zaradi insektov kot igralcev, ni bila sprejeta. Zaradi tega se je gledališče Garcíi Lorci zamerilo do konca kariere. Kasneje je celo trdil, da je bila leta 1927 prikazana igra Mariana Pineda njegova prva igra.
V naslednjih nekaj letih se je Garía Lorca vse bolj posvečal umetnosti in španski avantgardi. Objavil je tri zbirke pesmi, vključno z Canciones (Pesmi) in Romancero Gitano (Ciganske balade), ki je njegova najbolj znana knjiga poezije. Njegova druga igra Mariana Pineda je na premieri v Barceloni leta 1927 požela velik uspeh. Oder in kulise je poslikal in oblikoval Dalí.
Že leta 1926 je Lorca napisal igro Čevljarjeva ogromna žena, ki pa ni bila prikazana vse do poznih 30. let 20. stoletja. Igra prikazuje partnerstvo med spogledljivo, razdražljivo ženo in njej povsem podrejenim možem.
Proti koncu 20. let 20. stoletja je Lorca zapadel v depresijo, ker družina in prijatelji niso odobravali njegove homoseksualnosti. Istočasno pa je rasel uspeh njegovega dela Romancero gitano. To je le povečevalo razcep v njem: ujet je bil med osebo slavnega avtorja, kakor se je moral kazati ljudem, in trpečim jazom, ki ga je lahko sprejel le v zasebnem življenju.
Razcep med Lorco in njegovimi najbližjimi prijatelji je dosegel vrh, ko sta nadrealista Dalí in Buñuel leta 1929 skupaj ustvarila film Un chien andalou (Andaluzijski pes). García Lorca je to dejanje interpretiral kot zloben napad nanj. Film je, skupaj z Dalíjevim spoznanjem svoje bodoče žene Gale, končal Lorcovo razmerje z njim. Istočasno pa se je začelo rušiti tudi Lorcovo napeto in strastno razmerje s kiparjem Emiliom Aldrénom, ko se je slednji zapletel s svojo bodočo ženo. Družina Garćie Lorca se je zavedala vseh teh težav in Federicu pripravila dolgo potovanje po Združenih državah.
Lorca je med bivanjem v Ameriki, natančneje v New Yorku, študiral na kolumbijski univerzi Columbia Univerisity School of General Studies. Njegova pesniška zbirka Poeta en Nueva York skozi nekatere grafične eksperimentalne pesniške tehnike raziskuje njegovo odtujevanje in izolacijo. Tu je napisal tudi dve igri Así que pasen cinco años in El público, ki sta bili zelo napredni. El público ni bila objavljena vse do poznih 70. let, v celoti pa ni bila objavljena nikoli.
V Španijo se je vrnil leta 1930 ob padcu diktatorstva Prima de Rivere in ponovni ustanovitvi španske republike. Leta 1931 je bil Garcíi Lorci dodeljen naziv direktorja univerzitetne študentske gledališke skupine, Teatro Universitario la Barraca («Baraka«). Skupino je ustanovilo Ministrstvo za šolstvo Druge Republike. Njihova naloga je bila potovati po najbolj odročnih podeželjskih predeliš Španije z namenom predstaviti publiki radikalne moderne interpretacija klasičnega španskega gledališča. Lorca je v tem gledališču tudi igral. Med turnejo z gledališčem La Barraca je napisal svoje tri najbolj znane igre, 'podeželsko trilogijo' Bodas de sangre (Krvna poroka), Yerma (Pusta) in La casa de Bernarda Alba (Hiša Bernarde Alba). Svoje teorije o umetniškem ustvarjanju in nastopanju je Lorca povzel na znanem predavanju z naslovom Igra in teorija Duene. To predavanje je imel prvič v Buenos Airesu in Havani leta 1933. V predavanju je utemeljil, da velika umetnost temelji na živem zavedanju smrti, povezavi z narodno zemljo in priznavanju omejitev razuma. La Barraca je prva zaigrala Lorcove igre 'podeželske trilogije'. S prihodom nove vlade leta 1934, so bili dohodki La Barrace razpolovljeni in njen zadnji nastop je bil Aprila 1936.
Ko se je leta 1936 razplamtela vojna, je García Lorca zapustil Madrid in šel v Granado, čeprav se je zavedal, da je skoraj gotovo namenjen proti svoji smrti. Granada je namreč slovela po najbolj konzervativni oligarhiji v Andaluziji. García Lorca in njegov svak, ki je bil socialistični župan, sta bila kmalu aretirana. Lorca je bil usmrčen 19. avgusta 1936 in vržen v neoznačen grob nekje med krajema Víznar in Alfacar blizu Granade. Še vedno obstaja velika polemika o motivih (vključeni so tudi osebni, nepolitični motivi) in podrobnostih njegove smrti. 
Danes je Lorci na čast postavljen spomenik v Madridu na trgu Plaza de Santa Ana.

## Pomembnejša dela
Poezija
- Impresiones y paisajes (1918)
- Poema del cante jondo (1921)
- Libro de poemas (1921)
- Oda a Salvador Dalí (1926)
- Canción de jinete (1927)
- Primer romancero gitano (1928)
- Poeta en Nueva York (1930, posthumno izdano leta 1940)
- Llanto por Ignacio Sánchez Mejías (1935)
- Seis poemas gallegos (1935)
- Diván del Tamarit (1936, posthumno izdano leta 1941)
- Sonetos del amor oscuro (1936)
- Primeras canciones (1936)

Gledališče
- El maleficio de la mariposa (1919-20, prva uprozoritev 1920)
- Los títeres de Cachiporra (1922-25, prva uprizoritev 1937)
- Mariana Pineda (1923-25, prva uprizoritev 1927)
- La zapatera prodigiosa (1926-30, prva uprizoritev 1930, ponovitev 1933)
- Amor de Don Perlimplín con Belica en su jardín (1928, prva uprizoritev 1933)
- El público (1929-30, prva uprozoritev 1972)
- Así que pasen cinco años (1931, prva uprizoritev 1945)
- Retablillo de Don Cristóbal (1931, prva uprizoritev 1935)
- Bodas de sangre (1932, prvič uprizorjena 1933)
- Yerma (1934, prvič uprizorjena 1934)
- Doña Rosita la soltera (1935, prvič uprizorjena 1935)
- Comedia sin título (1936, prvič uprizorjena 1986)
- La casa de Bernarda Alba (1936, prvič uprizorjena 1945)

Kratke igre
- El paseo de Buster Keaton (1928)
- La doncella, el marinero y el estudiante (1928)
- Quimera (1928)

Filmski scenariji
- Viaje a la luna (1929)